# Покровский, Эрик Константинович
Эрик Константи́нович Покро́вский (19 октября 1927, Деденёво, Московский округ — 2002, Симферополь) — советский и партийный деятель, 1-й секретарь Симферопольского городского комитета КПУ Крымской области. Депутат Верховного Совета УССР 9-10-го созывов. Член Ревизионной Комиссии КПУ в 1981—1986 г.

## Биография
В 1946—1948 году служил в Советской армии. В 1948—1949 годах — газорезчик монтажного участка «Стальмонтаж» в поселке Симеизе, в городе Ялте. Воспитатель молодежи в общежитии на строительстве пионерского лагеря «Артек» имени Молотова Крымской области РСФСР.
В 1949—1955 годах — инструктор Ялтинского городского комитета ВЛКСМ. 2-й, 1-й секретарь Алуштинского районного комитета ВЛКСМ. Заведующий отделом, секретарь, 2-й секретарь Крымского областного комитета ЛКСМУ. Член КПСС с 1952 года.
В сентябре 1955 — июне 1959 года — 1-й секретарь Крымского областного комитета ЛКСМУ. В 1959—1964 годах — 1-й секретарь Балаклавского районного комитета КПУ города Севастополя.
Образование высшее. В 1960 году окончил Заочную Высшую партийную школу при ЦК КПСС.
В 1964—1970 годах — 1-й секретарь Алуштинского городского комитета КПУ Крымской области. В 1970—1974 годах — заведующий отделом Крымского областного комитета КПУ.
Депутат Верховного Совета УССР 9-10-го созывов. 
В 1974—1984 годах — 1-й секретарь Симферопольского городского комитета КПУ Крымской области.
В 1985—1993 годах — заведующий отделением издательства «Известия».
Потом — на пенсии.

## Награды
- три ордена Трудового Красного Знамени (1958, 1971, 1976)
- два ордена Знак Почета (1967, 1981)
- ордена
- медали
- почетная грамота Президиума Верховного Совета УССР (1977)

## Память
Имя Э. К. Покровского носит Симферопольская школа № 10 — МБОУ «Школа-гимназия № 10 им. Э. К. Покровского». Там организован его мемориальный музей.